# Коцєвє
Коцєвє - етнографічно-культурний регіон у Гданському Помор'ї, розташований на західному березі Вісли в басейні Вда та Вєжиці, охоплюючи східну частину Тухольського лісу . Приблизно Коцеве займає територію нинішніх районів Старогард, Тчев і північну частину Свєнця, де проживає близько 350 тис. жителів. Частина мешканців регіону розмовляє діалектами Коцева .

## Розташування
Межі Kociewie можна провести з різних точок зору. Найпопулярніші точки зору, з яких описується це питання, — географічна, лінгвістична та адміністративна. Географічні межі Kociewie були проведені Єжи Шукальським, який у публікації «Krajobrazy Kociewia» писав, що це географічний та етнографічний регіон, що лежить на лівому березі нижньої течії Вісли в басейні чотирьох її приток: Wda, Mątawa, Вержиця і Мотлава . Його кордони здебільшого були цілком природними: зі сходу річка Вісла, із заходу – головний комплекс Борів Тухольських. Ландшафт Коцієвського утворений Старогардським поозер’ям, частиною Бори Тухольської рівнини, Свєцької рівнини та лівобережної частини Квідзинської долини, що переходить у Жулави Вісляни .
Мовні кордони Kociewie були позначені Kazimierz Nitsch на основі його польових досліджень з початку 20 століття  . А адміністративні кордони зазвичай ототожнюють сьогодні з територією Тчевського, Старогардського (у Поморському воєводстві) та Свєнецького (Куявсько-Поморського) повітів.

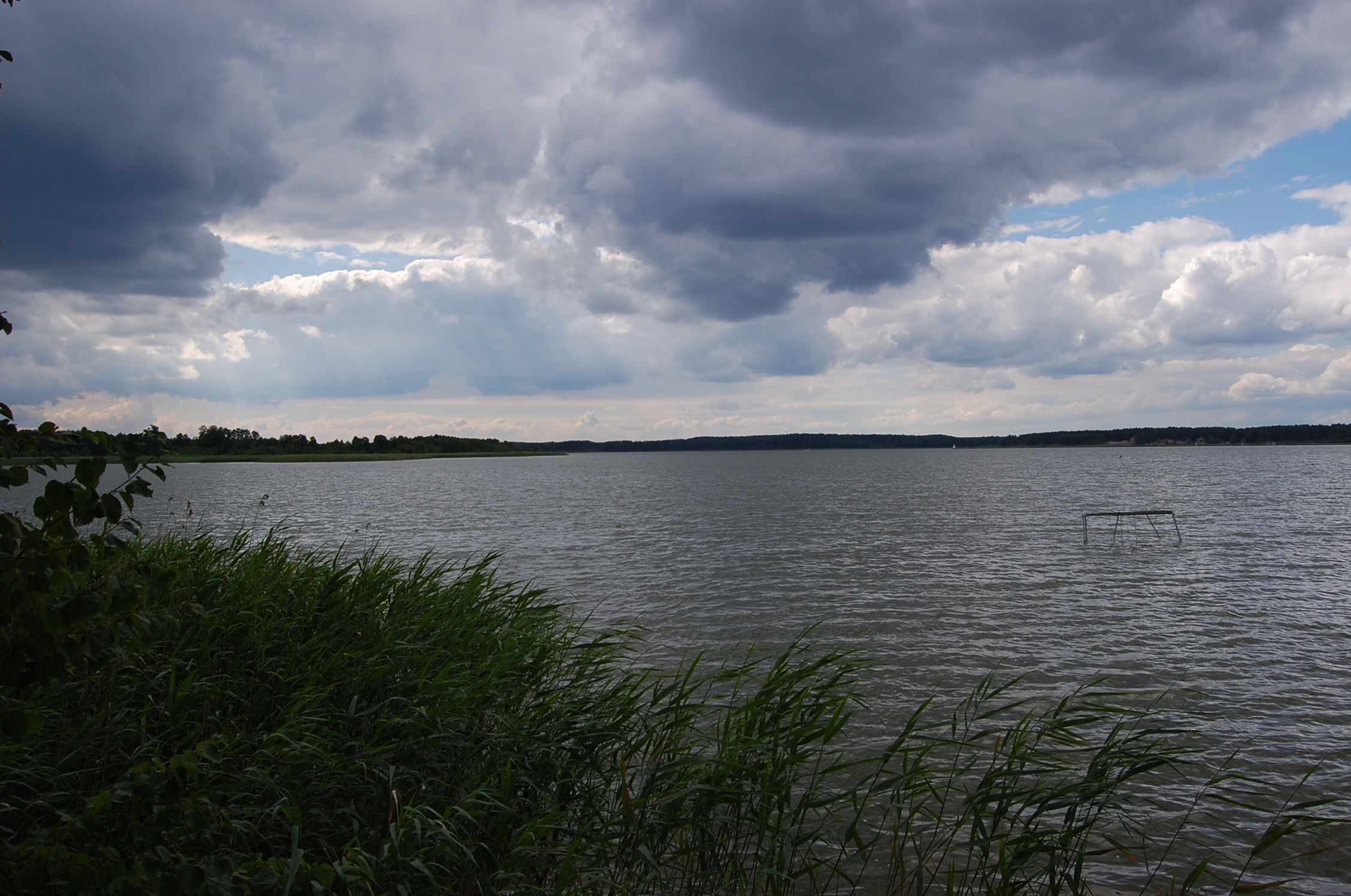
Озеро Kelebie

Сьогодні лінгвістична перспектива є найпопулярнішою, оскільки більшість описів регіону посилається на неї. За її словами, межі Kociewie наступні:
- східний кордон на 120-кілометровій ділянці Вісли від села Тополінек біля Свєнці до села Чаткови біля Тчева
- північно-західний кордон на лінії Великі Тромбки – Висін – Лінєво – Нові Поляски – Конаржини
- південно-західний кордон проходить через Чарну Воду, Осєчну, Ліньськ, Ляно, Буковець, Гручно до Тополінки [3].

Кордон Боров'ячко -Коцеве - це колишній ліс на північ і захід від Слівіце та Осівки до річки Вда . Між цими двома старими селами і Wda, на відстані понад 20 км, де були поселення сьогоднішнього Kociewie, була незаселена територія. Лише в 17 столітті переселенці з району Боровяцкого та Вда з району Коцеві почали заселяти цю частину лісів.
Хвилі поселення Боров’ят і Коцеві перетиналися десь у районі Осєчної та Оципеля, які були засновані в той час.

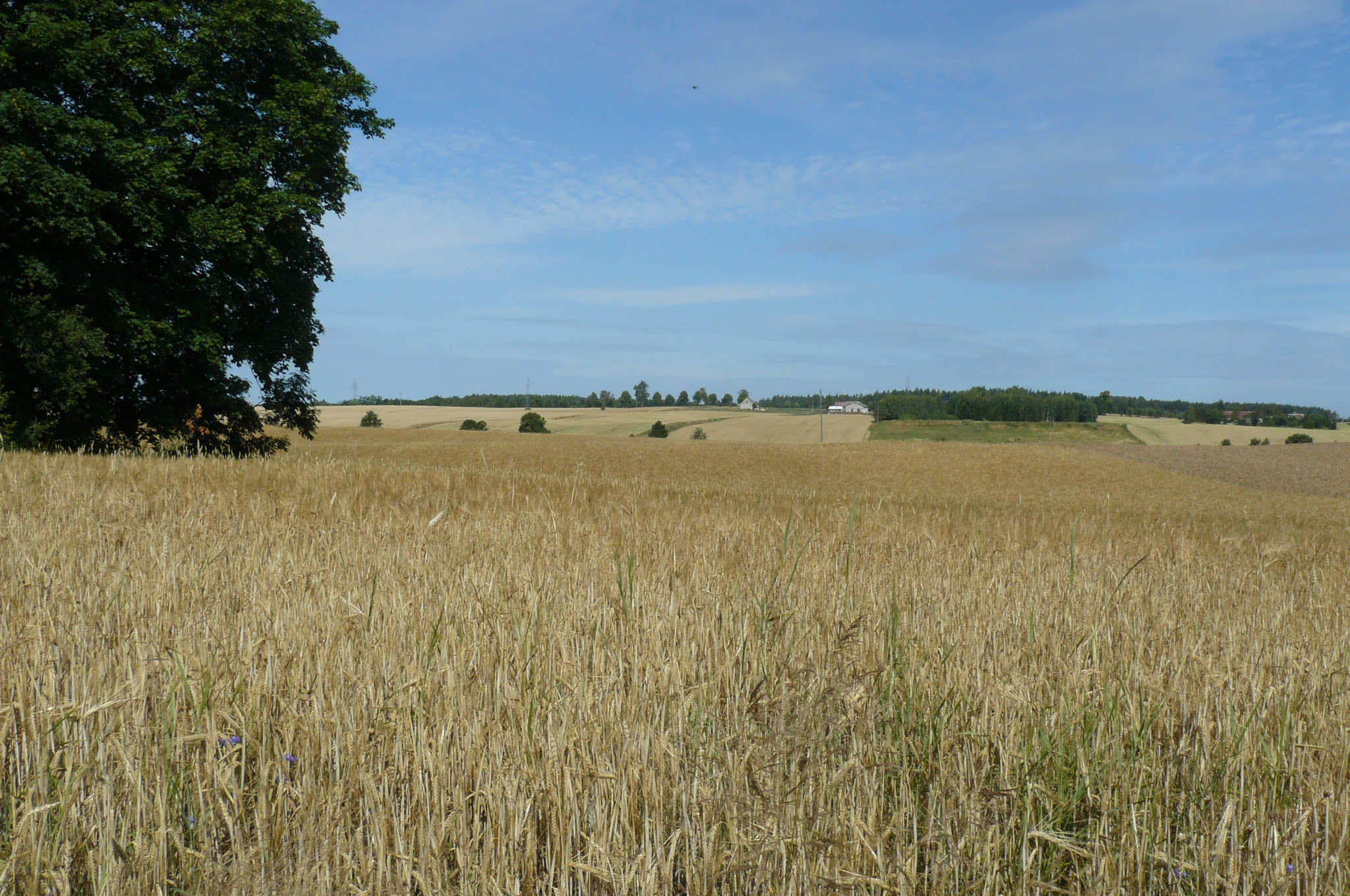
Краєвид Кочеве, околиці Старогарда Гданського

Серед Коцевяків виділялися такі етноси:
- Lasacy [4] – у Борах Тухольських
- Фетераці – з околиць Пелпліна
- Горці - населяють високогір'я в північній частині області
- Піскоструминники - біля Слівіце
- Olędracy - мешкають на річці Вісла
- Самбурчиці — з околиць Тчева [5].

Проте більшість із цих груп були зафіксовані випадково, під час досліджень у Коцеві в першій половині 20 століття. Деякі назви, як-от Самбурчиці, одразу визнали випадковими (як зазначив «першовідкривач» цієї назви проф. Зофія Стаміровська)  . На сьогоднішній день, окрім терміну «ласаци», інші назви не функціонують .

## Історія
Перший запис назви у формі Gociewie походить від 10 лютого 1807 р. з рапорту підполк. Хуртіга до генерала Яна Генріка Домбровського  . Наступні відомі записи мають форму Kociewie ( Florian Ceynowa, Oskar Kolberg ) — їх записують з 1860-х років  . Історики не мають однозначної думки щодо історії краю як такої. Ян Вержиський шукав початки самобутності Kociewie в сучасну добу, що супроводжувалося голосом лінгвістів, які шукали коріння Kociewie діалекту в 16 столітті. Проте Жерар Лабуда побачив у Коцеві спадщину племінних поділів раннього середньовіччя. У світських і Любівських (Тчевських) князівствах XII і XIII століть він бачив прояв ранішої племінної самобутності по відношенню до решти Гданського Помор’я, населеної предками сучасних кашубів . Його погляди можуть бути підтверджені відкриттями археологів у Калдусі поблизу Хелмно, яке, здається, було важливим центром часів першої династії П’ястів, охоплюючи не лише Хелмінську землю, але й більшу частину сьогоднішнього Коцева. Здається, немає сумніву, що значна частина сьогоднішнього Kociewie утворює самобутній регіон також з точки зору історії, хоча сьогоднішня назва має набагато молодшу метрику .
Сеймік Поморського воєводства, бажаючи підкреслити необхідність збереження та розвитку багатокультурного багатства Помор’я, встановив 2005 рік Роком Коцеві .
У 2007 році 10 лютого вперше було оголошено Всесвітнім днем Kociewie .

## Міста
| Н/П | Місто               | Населення | Площа     | Воєводство         |
| --- | ------------------- | --------- | --------- | ------------------ |
| 1.  | Тчев                | 59 105    | 22,26 км² | Поморське          |
| 2.  | Старогард Гданський | 47 272    | 25,28 км² | Поморське          |
| 3.  | Швеці               | 25 634    | 17,55 км² | Куявсько-Поморське |
| 4.  | Пельплін            | 8 065     | 4,45 км²  | Поморське          |
| 5.  | Скаршеви            | 7 103     | 11,96 км² | Поморське          |
| 6.  | Гнев                | 6 791     | 6,04 км²  | Поморське          |
| 7.  | Нове                | 5 787     | 3,57 км²  | Куявсько-Поморське |
| 8.  | Скурч               | 3 609     | 3,67 км²  | Поморське          |
| 9.  | Чорна вода          | 2 841     | 9,94 км²  | Поморське          |

## Культура
З 1995 року кожні 5 років у Коцеві проводяться Коцевські конгреси, на яких представники місцевої влади та регіонали збираються для обговорення питань, що стосуються регіону.

## Туризм
Kociewskie Trasy Rowerowe – це проект, який протягом кількох років реалізовує Місцева туристична організація «Kociewie» за підтримки Груп місцевих дій «Wstęga Kociewia» та «Chata Kociewia», а також органів місцевого самоврядування. Велосипедні маршрути Kociewie складаються з понад 400 кілометрів розмічених доріжок, що з’єднують міста Kociewie — Tczew, Starogard Gdański, Pelplin, Czarna Woda, Gniew, Skórcz, Nowe and Świecie .

## Гімн Коцєва
7 березня 2003 року було встановлено герб і гімн Коцеве, слова яких написав о. Бернард Сихта  :
|                                                                                             | Оригінал                                                                                        |                                                                                                 |  |  |  |  |                                                                               | Переклад                                                                                |                                                                                         |
| Pytasz sia, gdzie Kociewiaki Majó swoje dómi, Swe pachnące chlebam pola, Swoje sochy, bróny | Pytasz sia, gdzie Kociewiaki Majó swoje dómi, Swe pachnące chlebam pola, Swoje sochy, bróny     |                                                                                                 |  |  |  |  | Ви питаєте, де Коцевяки Мають свої доми Свої запашні поля, Свої плуги, борони | Ви питаєте, де Коцевяки Мають свої доми Свої запашні поля, Свої плуги, борони           |                                                                                         |
| ------------------------------------------------------------------------------------------- | ----------------------------------------------------------------------------------------------- | ----------------------------------------------------------------------------------------------- |  |  |  |  | ----------------------------------------------------------------------------- | --------------------------------------------------------------------------------------- | --------------------------------------------------------------------------------------- |
|                                                                                             | приспів: Gdzie Wierzyca, Wda Przy śrebnym fal śpsiwie Nieso woda w dal, Tam nasze Kociewie (x2) | приспів: Gdzie Wierzyca, Wda Przy śrebnym fal śpsiwie Nieso woda w dal, Tam nasze Kociewie (x2) |  |  |  |  |                                                                               | приспів: Де Вєжиця, Вда Срібними хвилями швидко Несе воду в далину, Там наше Коцєвє(x2) | приспів: Де Вєжиця, Вда Срібними хвилями швидко Несе воду в далину, Там наше Коцєвє(x2) |
|                                                                                             | Czy to my tu na Kociewiu, Czy Borusy w borach, Czy Lasaki, czy Kaszuby Na morzu, jeziorach      |                                                                                                 |  |  |  |  |                                                                               | Ми тут, у Коцеві, Чи Бориси в лісі, Чи то Ласакі, чи то Кашубія На морі, озерах         |                                                                                         |
|                                                                                             | приспів: Jedna Matka nas, Wszystkich kolybała, Pokłóńma sie w pas: Tobie, Polsko, chwała (x2)   | приспів: Jedna Matka nas, Wszystkich kolybała, Pokłóńma sie w pas: Tobie, Polsko, chwała (x2)   |  |  |  |  |                                                                               | приспів: Одна Мати нас, Усіх колисала, Поклонімося до поясу: Тобі, Польща, слава (x2)   | приспів: Одна Мати нас, Усіх колисала, Поклонімося до поясу: Тобі, Польща, слава (x2)   |

## Відомі люди з Коцева
- Тереза Будзіш-Кжижановська – актриса
- Гжегож Цеховський – музикант
- Казімєж Дейна – спортсмен (футбол)
- Данута Дзявго – економіст, професор, проректор з економічних питань та розвитку Університету Миколи Коперника в Торуні
- Магдалена Габіг-Цімінська – доцент Польської академії наук ( Інститут біохімії та біофізики Польської академії наук )
- Анджей Грубба – спортсмен (настільний теніс)
- Кшиштоф Коседовскі – легкоатлет (бокс)
- Лешек Коседовскі – легкоатлет (бокс)
- Генрик Янковський - священик
- Ришард Карчиковський – оперний співак
- Гжегож Колодко – економіст
- Дорота Ландовська – актриса
- Роман Ландовський – письменник, краєзнавець
- Włodzimierz Łajming – художник
- Броніслав Малиновський – легкоатлет, олімпійський чемпіон з Москви 1980 року.
- Октавія Новацька – п’ятиборка, бронзова призерка Олімпійських ігор (2016)
- Зигмунт Новак – архітектор
- Альбін Оссовський - актор
- Едвард Палаш - композитор
- Тереза Піотровська - політик, депутат місцевого самоврядування, депутат Сейму 4, 5, 6, 7 та 8 каденції, з 2014 по 2015 рік міністр внутрішніх справ
- Славомір Пстронг – режисер, сценарист, оповідач.
- Данута Розані – метальниця диска, триразова чемпіонка Польщі та олімпійка
- Томаш Шухардт - актор
- Аня Шармах - співачка, композитор і автор пісень
- Пауліна Тишевська – співробітниця польської розвідки
- Богдан Вента – тренер збірної Польщі з гандболу; чемпіон світу 2007 року
- Уршуля Зайончковська – поетеса, ботанік і художник
- Казімєж Зимний - спортсмен
- Павел Папке – волейболіст
- Марчін Прус – волейболіст
- Марчін Міцель - футболіст
- Ян Клімек – листоноша; захищав польську пошту у вільному місті Данциг у 1939 р.; розстріляний нацистами в жовтні 1939 року.
- Войцех Чейровський – радіожурналіст, сатирик, фотограф, мандрівник, письменник
- Казімєж Пєховський - польський солдат, в'язень і втікач з німецького табору Аушвіц-Біркенау

## Виноски
1. ↑  J. Szukalski, Krajobrazy Kociewia. Atlas turystyczny, Starogard Gdański 2008, s. 5–6.
2. ↑  Z. Stamirowska, Kociewie i inne nazwy grup językowo-terytorialnych na pierwotnym Pomorzu, „Język Polski”, 1937, nr 3, s. 82–83.
3. ↑  Z. Stamirowska, op. cit., s. 85; J. Golicki, Kociewie, „Kociewski Magazyn Regionalny”, nr 1, 1986, s. 3–8; Kociewie Pomorska Kraina, oprac. M. Kargul, Tczew 2008, s. 2–4.
4. ↑  Lasaki // Słownik geograficzny Królestwa Polskiego. — Warszawa : Druk «Wieku», 1902. — Т. XV, cz. 2. — S. 210. (пол.)
5. ↑  Kalendarz Wydarzeń 2016, LOT Kociewie.
6. ↑  Z. Stamirowska, op. cit., s. 82–85.
7. ↑  Kociewie Pomorska Kraina, s. 8.
8. ↑  Pogląd ten próbował podważyć B. Kruszona w publikacji „Kociewie czy Kociołki”, ale jego interpretacja została obalona, gdy udowodniono jej niezgodność ze źródłami m.in. przez. M. Kurowskiego (który w polemice z B. Kruszoną opublikował „Kociewskie Początki”), czy M. Kargula. Zob., ,, .
9. ↑  Najstarsza znaleziona wzmianka w tej formie pochodzi z 1863 roku. Zob. M. Kurowski, „Kociewie w gazecie” – tytuł prześmiewczy, ale sprawa poważna, Wirtualne Kociewie, 03.08.2015; https://web.archive.org/web/20200921084156/http://kociewiacy.pl/gminy/starogard_gdanski/index.php?option=com_content&task=view&id=770&Itemid=33.
10. ↑  J. Powierski, O historycznych podstawach regionalnej odrębności Kociewia, [w:] Kociewie II, pod red. J. Borzyszkowskiego, Gdańsk 1992, s. 23–52; G. Labuda, Historia Kaszubów w dziejach Pomorza, t. I., Gdańsk 2006, s. 129–130.
11. ↑  Uchwała Nr 506/XXXI/05 Sejmiku Województwa Pomorskiego z dnia 31 stycznia 2005 r. ws. przyjęcia rezolucji ustanawiającej rok 2005 Rokiem Kociewskim.
12. ↑  LOT KOCIEWIE, czyli Kociewski odLOT.
13. ↑  Kociewskie Trasy Rowerowe. Pomorskie kołem się kręci. Znajkraj. 7 липня 2017.
14. ↑  Roszak M., Mały słowniczek polsko-kociewski, Gdynia 2008.